# Judith Chemla
Judith Chemla (5 juli 1985) is een Frans actrice in films en theater.

## Biografie
Judith Chemla werd geboren in 1985 en groeide op in Gentilly. Haar vader is een violist van Joods-Tunesische afkomst en haar moeder een Franse advocaat die scheidden toen Chemla nog jong was. Chemla leerde viool spelen op zevenjarige leeftijd en deed dit tot haar veertiende. Ze ontdekte het theater op de middelbare school, waar ze opgeleid werd door Emmanuel Demarcy-Mota. Ze volgde een opleiding onder Bruno Wacrenier op het conservatorium van het 5e arrondissement, evenals een cursus van Cécile Grandin op het CRD van Bourg-la-Reine Sceaux. Daarna ging zij naar het conservatorium waar ze Muriel Mayette ontmoette die haar op 1 december 2007 introduceerde bij de Comédie Française waar ze tot 31 juli 2009 actief bleef. Chemla zingt ook en speelt piano.
Chemla won in 2013 de  Prix Lumière voor beste jong vrouwelijk talent en werd genomineerd voor de César voor beste actrice in een bijrol voor haar rol van Josepha in Camille redouble. In 2017 werd ze genomineerd voor de César voor beste actrice voor haar rol van Jeanne Le Perthuis des Vauds in Une vie.

### Privaat leven
Chemla heeft een dochter uit haar relatie met acteur James Thierrée.

## Filmografie

### Films
- 2021: Mes frères et moi van Yohan Manca
- 2016: Une vie van Stéphane Brizé
- 2015: Rendez-vous à Atlit van Shirel Amitay
- 2015: Ce sentiment de l'été van Mikhael Hers
- 2014: L'Homme que l'on aimait trop van André Téchiné
- 2012: Camille redouble van Noémie Lvovsky
- 2011: Je suis un no man's land van Thierry Jousse
- 2010: La Princesse de Montpensier van Bertrand Tavernier
- 2010: De vrais mensonges van Pierre Salvadori
- 2008: Versailles van Pierre Schöller
- 2008: Musée haut, musée bas van Jean-Michel Ribes
- 2008: Le Petit Chaperon rouge van Shinji Aoyama (kortfilm)
- 2007: Hellphone van James Huth
- 2007: Faut que ça danse! van Noémie Lvovsky

### Televisie
- 2013: Tout est permis van Émilie Deleuze (tv-film)
- 2013: 15 jours ailleurs van Didier Bivel (tv-film)
- 2013: Le Bœuf clandestin van Gérard Jourd'hui (tv-film)
- 2012: Engrenages (televisieserie, 4e seizoen)
- 2012: Miroir mon Amour van Siegrid Alnoy (tv-film)

## Theater

### Comédie-Française
- 2009: Figaro divorce van Ödön von Horváth
- 2009: La Grande Magie van Eduardo De Filippo
- 2008: Le Misanthrope ou l'Atrabilaire amoureux van Molière
- 2008: Douce vengeance et autres sketches van Hanokh Levin
- 2008: L'Illusion comique van Pierre Corneille

### Buiten de Comédie-Française
- 2016: Traviata, vous méritez un avenir meilleur
- 2014: L'Annonce faite à Marie van Paul Claudel
- 2013: Le crocodile trompeur/Didon et Enée
- 2012: L’Entêtement van Rafael Spregelburd
- 2011: Le Babil des classes dangereuses van Valère Novarina
- 2011: L’Entêtement van Rafael Spregelburd
- 2010-2011: De beaux lendemains naar de roman van Russell Banks
- 2010: Tue-Tête van Judith Chemla

## Prijzen en nominaties
De belangrijkste:
| Jaar | Prijs         | Categorie                    | Film             | Uitslag     |
| ---- | ------------- | ---------------------------- | ---------------- | ----------- |
| 2017 | César         | Beste actrice                | Une vie          | Genomineerd |
| 2013 | César         | Beste actrice in een bijrol  | Camille redouble | Genomineerd |
| 2013 | Prix Lumières | Beste jong vrouwelijk talent | Camille redouble | Gewonnen    |